# Регентски период (Великобритания)
Регентският период в историята на Великобритания е периодът между 1811 г., когато правомощията на крал Джордж III са отнети и регент става синът му, Принцът на Уелс, и 1820 г., когато принцът регент се възкачва на престола като Джордж IV.
Понякога терминът се използва за по-дълъг период от време – от 1795 до 1837 г. Това са последните години от управлението на Джордж III и управлението на синовете му – Джордж IV и Уилям IV, които се характеризират с ясно изразени особености в развитието на архитектурата, литературата, политиката и културата. Ако Регентският период се използва като обозначение на прехода от Джорджианската епоха във Викторианската, тогава се визират годините от 1811 до 1837. Ако Регентският период се използва като контрапункт на 18 век, тогава се имат предвид и по-късните френски революционни войни и наполеоновите войни.
Периодът се характеризира с аристократично разточителство и лукс (например, Принцът регент строи Брайтънския павилион), но и с обща несигурност, породена от наполеоновите войни, периодични размирици и страха от евентуална революция, подобна на френската.
|  | Тази страница частично или изцяло представлява превод на страницата Regency era в Уикипедия на английски. Оригиналният текст, както и този превод, са защитени от Лиценза „Криейтив Комънс – Признание – Споделяне на споделеното“, а за съдържание, създадено преди юни 2009 година – от Лиценза за свободна документация на ГНУ. Прегледайте историята на редакциите на оригиналната страница, както и на преводната страница, за да видите списъка на съавторите. ВАЖНО: Този шаблон се отнася единствено до авторските права върху съдържанието на статията. Добавянето му не отменя изискването да се посочват конкретни източници на твърденията, които да бъдат благонадеждни. |